# Tiergarten
Tiergarten er en bydel (tysk: Ortsteil) i Mitte-distriktet (tysk: Bezirk) i Berlin, Tyskland. Tiergarten har et areal på 5,17 km2 og et befolkningstal på 14.940 (2020). Bydelen har dermed en befolkningstæthed på 2.890 indbyggere pr. km2. 
Tiergarten har bydelsnummeret 0104.
Indtil en forvaltningsreform i 2001, udgjorde Tiergarten sin egen administrative bydel, der også rummede Hansaviertel og Moabit.
I Tiergarten findes bl.a. parken Großer Tiergarten, der har lagt navn til området. Parken var oprindeligt et skovområde og vildtreservat, hvor fyrster og andre adelige gik på jagt. I dag er Großer Tiergarten en moderne bypark, der er populær blandt berlinerne. I parkens vestlige ende ligger Zoologischer Garten Berlin. 
Tiergarten spillede en central rolle i Albert Speers planer for omdannelsen af Berlin til Welthauptstadt Germania. Han stod blandt andet bag udvidelsen af Charlottenburger Chaussee (i dag Straße des 17. Juni) som en del af Ost-West-Achse. Under 2. verdenskrig ødelagdes store dele af Tiergarten. Siden 1989 har området gennemgået en større forvandling og nye bygninger er kommet til, blandt andet De nordiske landes ambassader i Berlin, der blev indviet i oktober 1999. Andre markante bygningsværker i området er Reichstag, Kanzleramt og Schloss Bellevue. Ved Tiergartens østlige grænse ligger Brandenburger Tor og Potsdamer Platz.